# Alefacept
Alefacept (łac. alefaceptum) – białko fuzyjne złożone z fragmentów cząsteczki LFA-3 i ludzkiej immunoglobuliny G, wytwarzane metodą inżynierii genetycznej w komórkach jajnika chomika chińskiego, pierwszy lek biologiczny, który był stosowany w leczeniu łuszczycy.

## Budowa i mechanizm działania
Alefacept jest białkiem fuzyjnym zbudowanym z miejsca wiążącego LFA-3 i części stałej ludzkiej immunoglobuliny G. Miejsce wiążące LFA-3 hamuje aktywację i proliferację limfocytów T, poprzez blokowanie białka adhezyjnego CD2, natomiast fragment immunoglobuliny G1 wiąże się z receptorami FcγRIII limfocytów Th indukując proces apoptozy komórek pamięci. W efekcie lek w sposób zależny od dawki redukuje liczbę komórek pamięci, jednocześnie nie wpływając na liczbę limfocytów dziewiczych. Spadek liczby limfocytów T, będących głównym składnikiem nacieku zapalnego w zmianach łuszczycowych, utrzymuje się przez ponad 12 tygodni po podaniu ostatniej dawki.

## Zastosowanie
- umiarkowana lub ciężka przewlekła łuszczyca plackowata, u dorosłych pacjentów, którzy kwalifikują się do terapii ogólnoustrojowych lub fotochemioterapii (USA)[5]

Alefacept był stosowany w latach 2003–2011 w Stanach Zjednoczonych i został wycofany decyzją producenta.

## Działania uboczne
Alefacept powoduje następujące działania uboczne u ponad 2% pacjentów: ostre zapalenie gardła, zawroty głowy, kaszel, nudności, świąd, mialgia, dreszcze, ból i naciek zapalny w miejscu podania oraz przypadkowe zranienia.